# Benedito, Duque de Chablais
Benedito Maria Maurício de Saboia (em italiano: Benedetto Maria Maurizio di Savoia; Turim, 21 de junho de 1741 - Roma, 4 de janeiro de 1808) foi um príncipe da Casa de Saboia e duque de Chablais. Ele filho do rei Carlos Emanuel III da Sardenha com sua terceira e última esposa Isabel Teresa de Lorena.

## Biografia
Benedito nasceu no Palácio de Venaria. Ele era o filho mais novo de seu pai Carlos Emanuel III da Sardenha e Isabel Teresa de Lorena. Sua mãe morreu de febre puerperal, contraída após dar à luz a ele. Ele foi nomeado após o Papa Bento XIV, que se tornou papa no ano anterior ao seu nascimento. 
Conhecido alternadamente como Benedito ou Maurício, na época de seu nascimento, ele foi o terceiro na linha do trono da Sardenha, depois que seu meio-irmão mais velho, Vítor Amadeu, Duque de Saboia e o Carlos, Duque de Aosta, seu único irmão completo, que morreu na infância. Seus primos paternos incluíam Luís XV da França, o futuro Fernando VI de Espanha e Luís Vítor, Príncipe de Carignano. Seus primos maternos incluíam a futura rainha de Nápoles, Maria Carolina da Áustria e a famosa Maria Antonieta.
Seu tio Francisco I do Sacro Império Romano-Germânico, propôs a sua arquiduquesa Maria Cristina da Áustria como futura esposa, mas o casamento entre os dois nunca se materializou. O imperador queria que o casamento encorajasse os laços entre a Casa de Lorena e a Casa de Saboia.
Em 1753 seu pai deu o que hoje é o Palazzo Chiablese como sua residência pessoal. Foi sob o comando do Saboia que o edifício seria embelezado sob a direção de Benedetto Alfieri, um popular arquiteto da Saboia da época. 
Em 1763 seu pai concedeu-lhe o Ducado de Chablais (o príncipe foi nomeado Duque de Chablais desde o nascimento), com as terras subsidiárias de Cureggio, Trino, Dezan, Crescentino, Riva presso Chieri, Bem, Ghemme Pollenzo Tricerro e Apertole Centallo. Seu irmão, mais tarde Vítor Amadeu III da Sardenha, deu-lhe o título Marquês de Ivrea em 19 de junho de 1796. Em 1764, Benedito também comprou o feudo de Agliè, onde o Palácio Ducal de Agliè estava situado, de seu irmão. Benedito também realizou melhorias no prédio sob a direção de Ignatius Birago Borgaro. 
Benedito casou-se com Maria Ana de Saboia no Palácio Real de Turim em 19 de março de 1775. Maria Ana era sua sobrinha, e sexto filho de seu irmão mais velho Vítor Amadeu III da Sardenha e de sua consorte Maria Antônia Fernanda de Bourbon. O casamento não produziu filhos e Maria Ana morreu em 1824.
Conhecido como um bom soldado, Benedito foi dado o controle do Exército Italiano, que continha tropas francesas e destina-se a restaurar a monarquia na França após a execução de Luís XVI em 1793. Ele participou da Batalha de Loano.
Morreu em Roma aos 66 anos e foi sepultado na Igreja de São Nicolau dos Cesarini para depois se mudar para a Basílica de Superga, Turim. Na sua morte, o título de duque de Chablais voltou à coroa.